# Малаїта

Фізична мапа острова Малаїта

Малаїта (англ. Malaita) — вулканічний острів в складі Соломонових островів. Належить державі Соломонові Острови.
Площа острова становить 4 307 км². Довжина становить 163 км, ширина — 37 км.
Населення острова становить 140 тис. осіб (2006).

## Природа
Східні береги острова омиваються водами Тихого океану. Вони дуже порізані, утворюють кілька заток. Західний берег досить рівний.
Клімат на острові вологий, тропічний. Взимку, із квітня по серпень, переважають пасати, що дмуть із південного сходу, влітку — мусони. Часті дощі, що підвищують вологість повітря. Бувають сильні тропічні циклони, що приносять значні руйнування.

## Клімат
Клімат на Малаїта вологий, тропічний. Острів розташований у внутрішньо-тропічній зоні конвергенції, що відрізняється мінливою погодою. Сонце в цьому регіоні знаходиться в зеніті (найвиразніше це помітно в листопаді і лютому). Пасати переважають під час зими в Південній півкулі і з квітня по серпень стабільно дмуть з південного сходу. Влітку панують мусони. Температурні коливання протягом року на Малаїта незначні. Часто йдуть дощі, характерна висока вологість. Тропічні циклони іноді досягають руйнівної сили.

## Географія

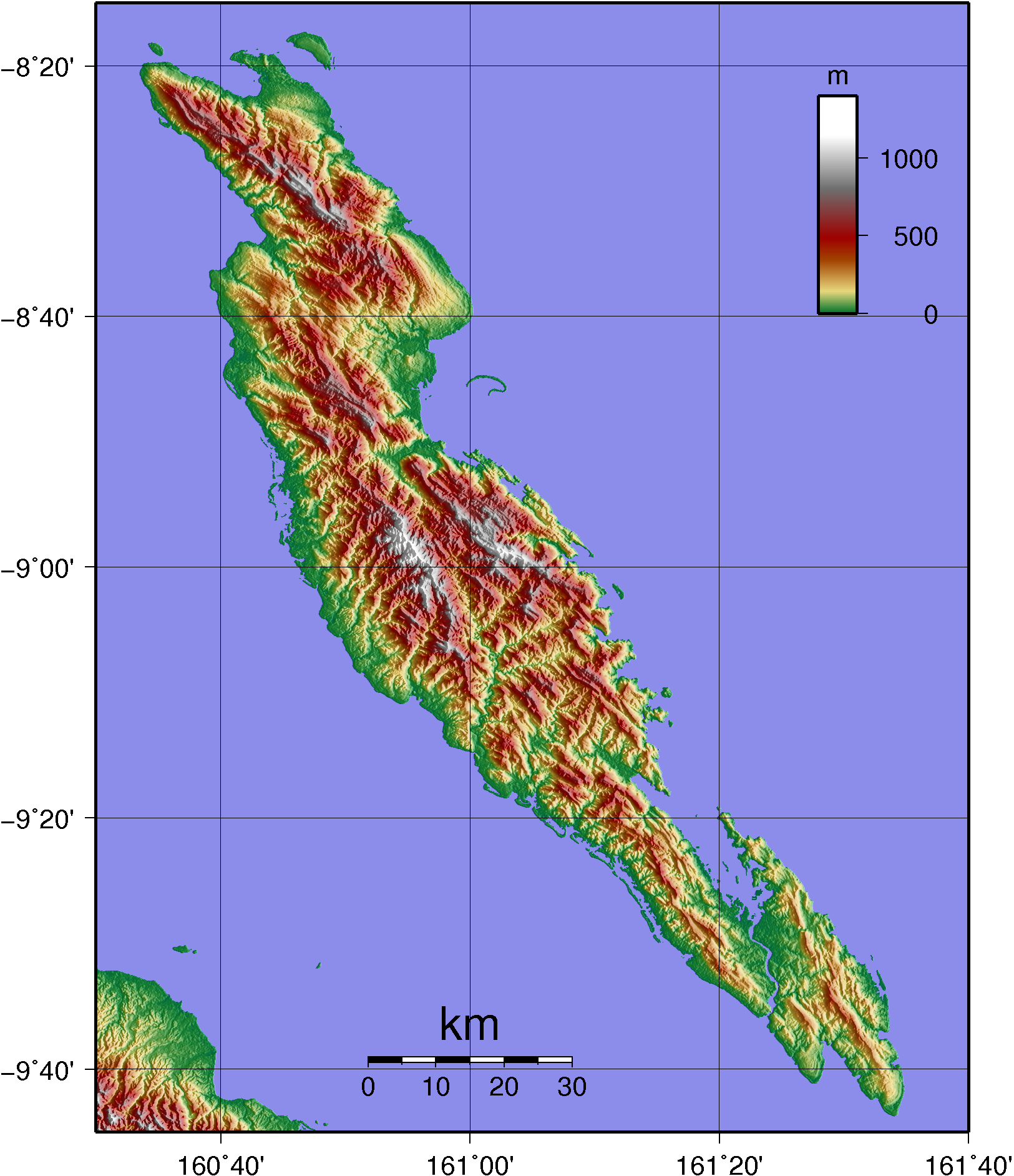
Топографічна карта острова Малаїта.

Острів Малаїта розташований в Тихому океані за 80 км на південь від острова Санта-Ісабель і за 50 км на схід від острова Гуадалканал. Площа Малаїта становить 4307 км². Найвища точка острова, гора Калоурат, досягає висоти 1435 м.
Довжина Малаїта з північного заходу на південний схід становить близько 163 км, ширина (у найширшій частині острова) — близько 37 км. На північний захід від острова розташована протока Індіспенсейбл, що відокремлює Малаїта від островів Гуадалканал та Нггела. Північно-східний і східний берег острова омивається Тихим океаном. На північний схід від Малаїта приблизно за 212 км розташований острів Сікаіана, на північний захід — Санта-Ісабель, на північний захід — острів Марамасіке (або Південний Малаїта), відокремлений вузьким протокою Марамасіке.
Як і інші острови архіпелагу, острів Малаїта розташований поруч з андезитовою лінією і тому є частиною Тихоокеанського геосинклінального пояса. На острові часто реєструються землетрусу, однак практично відсутні сліди сучасної вулканічної активності. У центрі Малаїта розташований гірський хребет, що тягнеться уздовж довжини острова. Між поселенням Аукі і бухтою Кваі знаходиться горбиста місцевість, що розділяє хребет на дві частини: північну і південну. Північна частина більш низинна, ніж південна. Геологічно острів Малаита складний з базальту, який в більшості місць покритий шаром осадових порід (переважно вапняком.

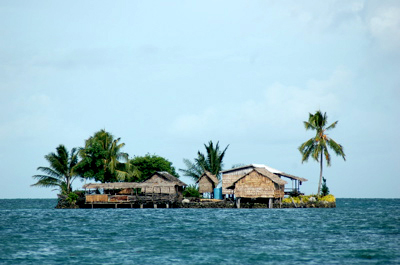
Невеликий острівець біля узбережжя Малаїта.

На Малаїта багато струмків, невеликих річечок. В гористих частинах острова повсюдно зустрічаються невеликі водоспади, а в деяких місцях утворюються каньйони. Ближче до узбережжя швидкість течії в ріках знижується, а їх глибина збільшується. У цих місцях розташована велика кількість мангрових боліт, а також формуються алювіальні відкладення з гальки, піску та бруду.
Прибережна рівнина дуже вузька. Ґрунти в основному чорноземи, Червоноземии.
На Малаїта виділяється кілька зон рослинності в залежності від висотності. На узбережжі, що являє собою скелясті і піщані пляжі, ростуть пандануси, кокосові пальми. У болотистих місцевостях — мангри та саговники. У гористій місцевості до висоти 760 м переважають широколистяні ліси, в яких виростають баньяни, канаріуми, бамбук. На висоті понад 760 м розташовані вологі тропічні ліси.
Як і на інших островах Тихого океану фауна Малаїта досить бідна. Крім декількох видів кажанів на острові мешкають завезені людиною свині, щури. У мангрових болотах зустрічаються дюгоні. На Малаїта зареєстровано велику кількість птахів, деякі з яких є ендеміками, рептилій та амфібій.

## Назва
Більшість місцевих жителів називають острів просто Мало (також можливі діалектні варіанти Мара або Мвала). Назва «Малаїта» вперше було згадано в бортових журналах іспанських кораблів. Згідно з однією з теорій, до традиційної назви острова була додана приставка «ita», що означає на мові буготу «тут». Відомий єпископ Нової Зеландії Джордж Селуін називав острів «Маланта». В період британського панування острів називався Мала. В даний час офіційною назвою є «Малаїта». Іноді використовується найменування «Великий Малаїта».

## Історія
Острів був відкритий в 1568 році іспанським мореплавцем Менданья де Нейра.